# École des technologies numériques avancées
Die École des technologies numériques avancées (offizieller Name, oft ETNA abgekürzt) ist eine französische Expertenhochschule (Grande école). Sie bildet innerhalb von fünf Jahren Informatikexperten aus.
Die Schule ist Mitglied im Zusammenschluss der IONIS Education Group.

## Grundstudium
ETNA ist eine  spezialisierte Schule. Die wichtigsten Unterrichtsfächer der ETNA sind:
- Netzwerke und Sicherheit[2]
- Elektronik
- Telekommunikation
- Informatik
- Automatisierung
- Entwickler von Software-Anwendungen[3]

Außerdem hören die Studenten Vorlesungen in Mathematik, Wirtschaft, Jura und Sprachen.

## Abschlussjahr
Im letzten Jahr haben die Studenten mehrere Möglichkeiten:
Einerseits können die Studenten an der ETNA bleiben und ein Vertiefungsfach wählen. Anschließend folgt ein Praktikum von 4 bis 6 Monaten Dauer.
Andererseits bietet sich die Möglichkeit, an einem Austauschprogramm mit französischen oder ausländischen Hochschulen teilzunehmen. Mögliche französische Partnerschulen sind:
- IONIS School of Technology and Management
- Institut supérieur de gestion (ISG) (Master of Business Administration)